# Мечеть Селіміє (Нікосія)
Мечеть Селіміє — мечеть у Нікосії, яка була побудована в 1209-1326 роках як католицький собор Святої Софії.

## Історія
У XV столітті собор сильно постраждав в результаті генуезьких нападів та після переходу острова під владу Венеції у 1491 році був реконструйований французькими архітекторами в більш пізньому стилі, хоча зберіг готичні риси. Після облоги Кіпру Османською імперією в 1571 році храм був перетворений в головну мечеть острова та до нього були прибудовані два мінарети. 
13 серпня 1954 року Кіпрський муфтій офіційно назвав мечеть на честь османського султана Селіма II. 
Починаючи з 1974 року мечеть знаходиться на території Турецької Республіки Північного Кіпру.